# Svendborg Cykelbane
Svendborg Cykelbane var Danmarks første cykelbane anlagt af Sophus Weber i Gammel Hestehauge ved Svendborg. Den blev anlagt rundt en dam i 1886 og var en 600 fod (ca. 192 meter) lang grusbane.